# Лузгина
Лузгина — деревня в Осинском районе Усть-Ордынского Бурятского округа Иркутской области России. Входит в состав муниципального образования «Оса».

## История
По данным 1923 года в деревне Лузгино имелось 100 хозяйств и проживало 606 человек (303 мужчины и 303 женщины). Административно деревня являлась центром Лузгиновского сельского общества Осиновской волости Боханского аймака Бурят-Монгольской Автономной Советской Социалистической Республики.

## География
Деревня находится в южной части Иркутской области, к югу от реки Оса, юго-восточнее села Оса, административного центра района. Абсолютная высота — 427 метров над уровнем моря.

## Население
| 2002 | 2010 | 2011 | 2012 |
| ---- | ---- | ---- | ---- |
| 813  | ↘778 | ↘776 | ↗808 |

Согласно результатам переписи 2002 года, в национальной структуре населения русские составляли 87 %.

## Инфраструктура
В деревне функционируют два детских сада.

## Улицы
Уличная сеть деревни состоит из 5 улиц и 2 переулков.